# Chân Huyên
Chân Huyên (867?-936, trị vì 900-935) là người sáng lập nên Hậu Bách Tế, một vương quốc trong thời đại Hậu Tam Quốc trên bán đảo Triều Tiên. Ông cũng là tổ tiên của gia tộc Chân (Gyeon) Hwanggan. Có nhiều ghi chép về ông trong Tam quốc sử ký (Samguk Sagi), trong đó trình bày một tường thuật duy nhất, còn tài liệu Tam quốc di sự (Samguk Yusa) trích dẫn về ông với những nguồn khác nhau.

## Bối cảnh
Sử sách nói rằng Chân Huyên sinh ra vốn mang họ Lý (Lee/Yi) chứ không phải họ Chân. Hầu hết các tường thuật đều thống nhất rằng cha của Chân Huyên là A Từ Giới (Ajagae), một nông dân thuộc gia tộc Lý, và rằng ông được sinh ra tại Gaeun-eup thuộc Mungyeong, Gyeongsang Bắc ngày nay, và là con cả trong 6 người con. Mẹ của ông xuất thân từ vùng Gwangju song danh tính xác của bà không rõ; A Từ Giới có hai người vợ, phu nhân Thượng viện (Sangwon) và phu nhân Nam Viện (Namwon), Chân Huyên là con của bà vợ thứ nhất. Tuy nhiên, một truyền thuyết lại cho thấy mẹ của ông đến từ Gwangju và hạ sinh người con trai đầu tiên của bà sau khi tiếp xúc thân thể với một con giun/sâu ngụy trang dưới dạng một người đàn ông, và rằng Chân Huyên lớn lên với dòng sữa của một con hổ.
Triều đình Tân La dưới thời trị vì của Chân Thánh nữ vương có nạn tham nhũng và xung đột nặng nề cùng với các rối loạn về mặt chính trị. Nạn đói rộng khắp đã tàn phá đất nước, khiến người dân tham gia vào các lực lượng nổi dậy. Các quý tộc địa phương, và các lực lượng quân sự mới xuất hiện và hình thành các căn cứ quyền lực của minh khắp đất nước. Triều đình đã cố gắng thực hiện một kế hoạch đánh thuế mạnh để đối phó với các cuộc nổi dậy. Vào thời điểm đó, A Từ Giới, tức cha của Chân Huyên đã lãnh đạo một cuộc khởi nghĩa nông dân địa phương và lập căn cứ tại Sangju.

## Thời trẻ và sang lập Bách Tế
Chân Huyên được thuật lại là đã thoát ly gia đình vào năm 15 tuổi (năm 882), gia nhập quân đội Tân La (đời vua Tân La Hiến Khang Vương) và trở thành một chỉ huy của quân Tân La tại vùng Jeolla. Trong khi cha ông kiểm soát vùng Sangju, ông đã tổ chức một cuộc khởi nghĩa nông dân của riêng mình, và sớm thu nạp được nhiều người đi theo. Năm 892 (đời vua Tân La Chân Thánh nữ vương), Chân Huyên chiếm được các thành ở Wansanju (Hoàn Sơn Châu) và Mujinju (Vũ Trân Châu), giành được quyền kiểm soát các lãnh thổ trước đây của Bách Tế và giành được sự ủng hộ của người dân trong vùng, những người vốn thù địch với triều đình Tân La. Sau đó vào năm 895 Chân Huyên cho quân tiến đánh thành Daeyaseong (nay là huyện Hapcheon) ở tây nam kinh đô Kim Thành của Tân La (đời vua Tân La Chân Thánh nữ vương), giết chết tướng giữ thành là Kim Đĩnh Triết (김정철, 金挺喆) nhưng không chiếm được thành, phải rút lui.
Chân Huyên tuyên bố mình là quốc vương của Hậu Bách Tế (Hubaekje) và lập đô tại Wansanju vào năm 900. Ông lập ra triều đình, kiến tạo quan hệ ngoại giao với Trung Hoa, và liên tục mở mang vương quốc của mình bằng các cuộc xung đột với Cung Duệ (Gung Ye) của Hậu Cao Câu Ly.

## Trị vì
Sau khi sáng lập và trở thành người trị vì Hậu Bách Tế vào năm 900, Chân Huyên cử quân của mình đến khu vực Hapcheon ngày nay, thuộc tây nam của kinh đô Tân La là Gyeongju (Khánh Châu), tuy nhiên chiến dịch đã thất bại và đội quân này phải rút lui. Cùng năm 900, quân của Hậu Bách Tế sang đánh phá nghĩa quân của Cung Duệ ở tây bắc Tân La. Một viên tướng của thủ lĩnh Cung Duệ là Vương Kiến đem quân đánh thắng quân Hậu Bách Tế tại Trung Châu, thu được nhiều chiến lợi phẩm. Từ đó, Vương Kiến trở nên nổi tiếng, thanh danh vang dội.
Năm 903, Vương Kiến đem quân đánh tan lực lượng hải quân của Hậu Bách Tế (đời vua Chân Huyên) xâm phạm vùng bờ biển. Trong thời gian đó, Chân Huyên phải lo chống lại quân triều đình Tân La (đời vua Tân La Hiếu Cung Vương). Vương Kiến cũng sai quân đi giúp đỡ Chân Huyên chiến thắng quân Tân La.
Năm 904, vua Cung Duệ đổi quốc hiệu từ Hậu Cao Câu Ly sang Ma Chấn.
Năm 907, Hậu Bách Tế của vua Chân Huyên (Gyeon Hwon) đã chiếm được 10 thành ở phía nam Ilseon của Tân La. Đối mặt với những thất bại này, vua Tân La Hiếu Cung Vương quay sang uống rượu và bỏ bê việc triều chính.
Sau đó vào năm 910, khi Vương Kiến (Wang Geon), tướng của vương quốc Ma Chấn dẫn quân đi tấn công và chiếm được thành Naju, một thành chính và là nơi Chân Huyên đã bắt đầu cuộc nổi dậy của mình, Chân Huyên đã có nhiều nỗ lực nhằm chiếm lại thành song không thành công.
Năm 911, vua Cung Duệ (Gung Ye) đổi tên nước từ Ma Chấn thành Thái Phong.

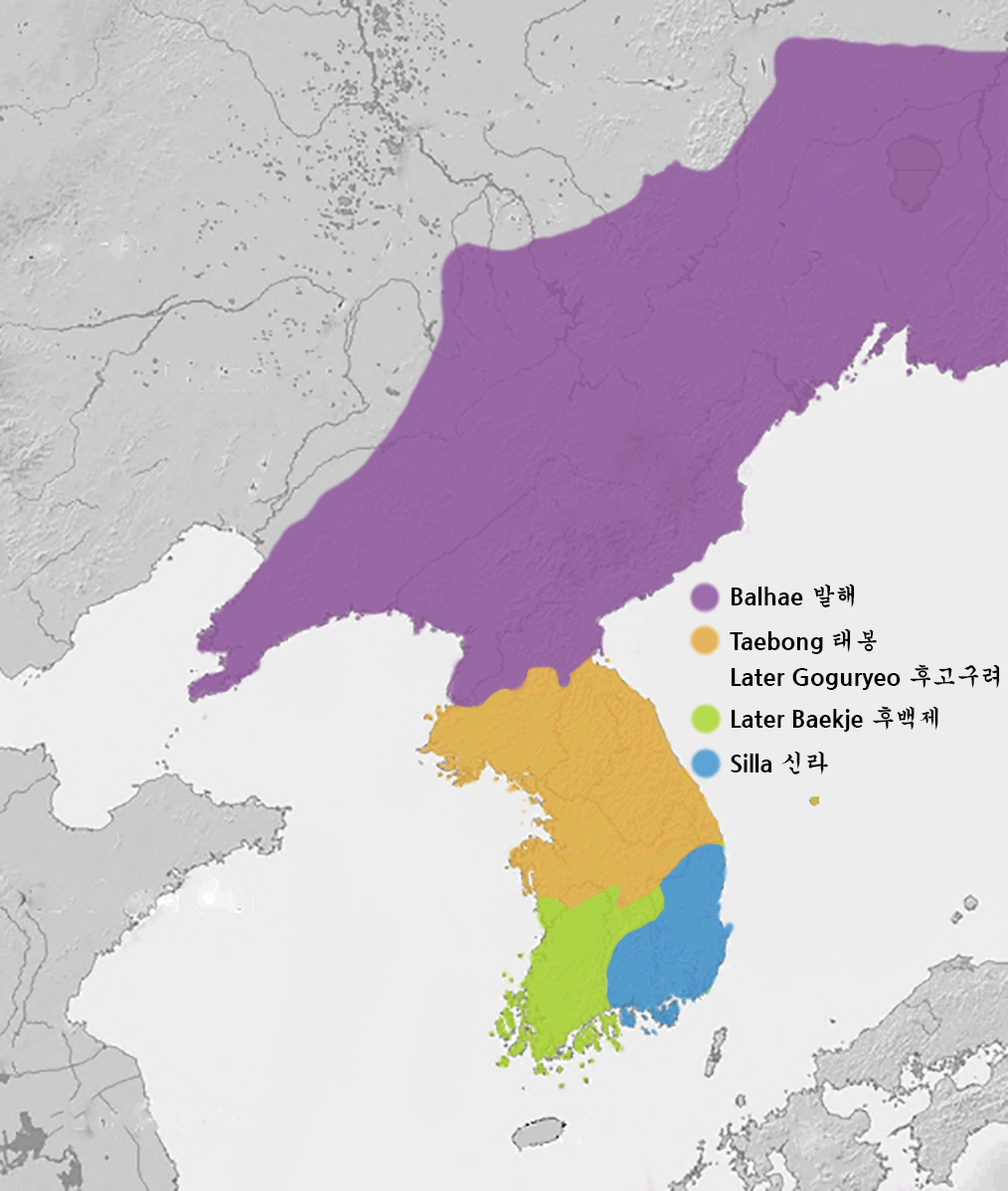
Bản đồ vương quốc Bột Hải (màu tím) của vua Đại Nhân Soạn, Thái Phong (màu cam) của vua Cung Duệ, Hậu Bách Tế (màu xanh lá) của vua Chân Huyên và Tân La (màu xanh dương) của vua Tân La Thần Đức Vương năm 915.

Năm 912, vua Tân La Hiếu Cung Vương qua đời, Phác Cảnh Huy lên nối ngôi vua Tân La, tức là vua Tân La Thần Đức Vương. Từ năm 912 đến năm 917, Vương Kiến của Thái Phong và vua Chân Huyên của Hậu Bách Tế liên tục tấn công Tân La của vua Tân La Thần Đức Vương.
Năm 918, vua Cung Duệ (Gung Ye) nước Thái Phong, người duy trì quyền trị vì của mình bằng các hành vi tàn ác, đã bị các chỉ huy quân đội của mình truất ngôi và sát hại. Tướng quân Vương Kiến (Wang Geon) trở thành vị quốc vương mới, đánh dấu sự bắt đầu của đất nước Cao Ly (Goryeo). Tuy nhiên, ngay sau khi thành lập Cao Ly, nhiều người đã bác bỏ sự trị vì của Vương Kiến và nổi dậy chống lại vương triều mới được lập ra; một số đã tự nguyện đào thoát sang Hậu Bách Tế của vua Chân Huyên (Gyeon Hwon).
Chân Huyên đã cử một đội quân lớn khác đến Hapcheon của Tân La vào năm 920 và cuối cùng đã thành công trong việc lập quyền kiểm soát với vùng này, buộc vua Tân La Cảnh Minh Vương của Tân La phải liên minh với Cao Ly của Vương Kiến. Liên minh Tân La - Cao Ly này đã có thể đánh đuổi được quân Hậu Bách Tế trong trận thành Daeya. Tuy nhiên, sau đó nhiều tướng lĩnh Tân La ở biên thùy đã lựa chọn rời bỏ Tân La để gia nhập quân Cao Ly, vì vậy hoàn cảnh của vua Tân La Cảnh Minh Vương vẫn không tốt hơn so với trước. Sau đó Chân Huyên xâm chiếm vùng Andong ngày nay, song cuộc tấn công này đã bị lính Tân La tại địa phương đánh bại. Chân Huyên đã buộc phải sinh sống hòa bình với Cao Ly sau cuộc chiến, thông qua trao đổi con tin là các thành viên vương thất. Tuy nhiên, khi hay tin cháu trai của ông chết, ông cũng đã sát hại con tin của Cao Ly, anh ẹm họ của Vương Kiến, và tiếp tục cuộc chiến chống lại Cao Ly.
Năm 924, vua Tân La Cảnh Minh Vương của Tân La qua đời, em trai là Phác Ngụy Ưng lên kế vị ngôi vua Tân La, tức là vua Tân La Cảnh Ai Vương. Vua Chân Huyên phái quân Hậu Bách Tế tấn công Tân La một cách áp đảo.
Năm 927, cảm thấy vua Chân Huyên của Hậu Bách Tế sắp đánh đến kinh đô Gyẹongu của Tân La, vua Tân La Cảnh Ai Vương đã gửi yêu cầu tiếp viện đến Cao Ly.
Ngay sau đó, vua Chân Huyên đã đích thân lãnh đạo quân đội của mình tấn công thẳng vào kinh đô Tân La là Gyeongju. Vua Tân La Cảnh Ai Vương đã không chuẩn bị trước để đối phó. Khi quân đội của Chân Huyên tiến vào cướp phá kinh đô Gyeongju, họ đã tìm ra vua Tân La Cảnh Ai Vương đang dự tiệc tại Bào thạch đình (Poseokjeong). Tân La Cảnh Ai Vương đã tự sát thay vì đầu hàng. Chân Huyên sau đó lập Kim Phó (Kim Bu) làm quốc vương tiếp theo của Tân La, tức là vua Tân La Kính Thuận Vương. Vua Vương Kiến đã đến Tấn La với một đội quân hùng mạnh một thời gian ngắn sau khi Gyeongju thất thủ.
Sau đó Chân Huyên từ Gyeongju trở về phía tây. Trên đường trở về, ông đã chạm trán với lực lượng Cao Ly với 10.000 quân của Vương Kiến tại núi Palgong thuộc Daegu ngày nay. Quân đội của Chân Huyên đã dễ dàng đánh bại quân Cao Ly, giết chết nhiều dũng tướng và chiến binh của Vương Kiến, trong khi chỉ một mình Vương Kiến chạy thoát nhờ sự hi sinh anh dũng của tướng Thân Sùng Khiêm (Shin Sung-gyeom) và Kim Nak.
Vào năm sau (năm 928), ông chiếm thành Jinju từ tay Tân La.

## Suy sụp và sụp đổ
Hậu Bách Tế và Cao Ly đã luôn ở trong thế kình địch và không bên nào có thể chi phối hoàn toàn bên còn lại. Tuy nhiên, năm 930, quân Hậu Bách Tế đã hứng chịu một thất bại thảm hại trong trận Gochang (Andong ngày nay) và không thể gượng dậy sau thất bại. Chân Huyên đã cố gắng đảo ngược tình thế bằng cách tấn công kinh đô Khai Thành (Kaesong) của Cao Ly, song quân của ông đã bại trận vào năm 934.
Hậu Bách Tế không chỉ hỗn loạn vì các thất bại quân sự, vương quốc cũng chứng kiến các tranh chấp nội bộ. Năm 935, người con trai cả của Chân Huyên là Thần Kiếm (Singeom) cảm thấy bị khinh thường khi người đệ khác mẹ là Kim Cương (Geumgang) được chọn làm người kế vị, Thần Kiếm lật đổ phụ vương cùng với sự trợ giúp của hai người đệ khác là Yanggeom và Yonggeom. Thần Kiếm giết chết thái tử Kim Cương và giam lỏng Chân Huyên trong Geumsansa (Kim Sơn tự), song Chân Huyên đã đào thoát thành công và đến chỗ kẻ thù cũ là Cao Ly Thái Tổ, người này chào đón ông và cấp cho ông thái ấp và nông bộc.
Kính Thuận Vương của Tân La đã chính thức quy phục Cao Ly vào năm 935. Năm sau, theo yêu cầu của Chân Huyên, ông cùng Vương Kiến đã dẫn đầu một đội quân Cao Ly lớn đến Hậu Bách Tế và vương quốc này đi đến chỗ sụp đổ.
Chân Huyên qua đời cùng năm do bị viêm khối u.

## Quan hệ
Không giống như kình địch là Cung Duệ, Chân Huyên khá năng nổ trong ngoại giao; ông đã chính thức được nhận sắc phong từ Ngô Việt và Hậu Đường. Ngoài ra, ông từng tìm kiếm một liên minh mới với nhà Liêu ở phía bắc, vốn do người Khiết Đan thành lập nên, nhằm hình thành thế bao vây Cao Ly từ phía bắc và nam. Chân Huyên cũng cử sứ thần sang Nhật Bản (các đời Thiên hoàng Daigo, Thiên hoàng Suzaku) trong thời gian trị vì của mình song chủ yếu vì các lý do giao thương; vùng Jeolla, nơi Chân Huyên bắt đầu lập quốc, từng là trung tâm của thương mại tại Đông Á trong thời gian ông trị vì và cũng là căn cứ của các thương nhân như Jang Bogo (Trương Bảo Cao).
Tuy nhiên, bất chấp tài năng ngoại giao, quân sự và giao thương của mình, Chân Huyên thiếu sự sắc sảo chính trị để duy trì một quốc gia tồn tại độc lập; hệ thống triều đình Hậu Bách Tế của ông không khác quá nhiều so với của Tân La, vốn đã được chứng minh là không có hiệu quả khi tập trung quyền lực vào tay các địa chủ và thương gia địa phương. Cuối cùng, Hậu Bách Tế đã không thể ảnh hưởng đến nhiều người trong số những thần dân của mình, cho Cao Ly cơ hội sáp nhập và thống nhất bán đảo.